# Sebastian Fries
Sebastian Fries (* 24. Januar 1993 in Karlstadt) ist ein deutscher Fußballspieler.

## Karriere
Fries begann seine Fußballkarriere im Jahre 1998 beim TSV Wiesenfeld, bevor er 2005 zur C-Jugend des SV Viktoria Aschaffenburg wechselte. Bei Aschaffenburg spielte er drei Jahre, stieg bis in die A-Jugend auf und wechselte 2008 zum FC Carl Zeiss Jena.
Fries feierte am 26. März 2011 sein Debüt für die Reserve des FC Carl Zeiss Jena bei der 2:4-Niederlage gegen die zweite Mannschaft des FC Erzgebirge Aue und erzielte in der 49. Minute das 2:3 exakt drei Minuten nach seiner Einwechslung. Der 18-Jährige spielte danach wieder in der A-Jugend-Bundesliga für den FCC und gab sein Profi-Debüt in der 3. Liga am 29. April 2011 gegen Kickers Offenbach. Kurz vor dem Ende des Spiels bereitete er in der 90. Minute das 2:0 von René Eckardt vor. In der Saison 2011/12 gehörte er bereits fest zum Profikader und kam auf 19 Spiele und zwei Tore für die erste Mannschaft, die jedoch aus der 3. Liga abstieg. Nach der Saison 2013/14 verließ er den FC Carl Zeiss und ging zu den Würzburger Kickers.
Am 31. Mai 2015 schaffte er als Teil der Mannschaft im Rückspiel der Relegation gegen den 1. FC Saarbrücken den Aufstieg in die 3. Liga.
Ab Juli 2017 wechselte Fries zum Würzburger FV und in der Saison 2019/2020 als spielender Trainerassistent zum TSV Karlburg.